# Quimbaya (ort)
Quimbaya är en ort i Colombia.   Den ligger i departementet Quindío, i den centrala delen av landet, 190 km väster om huvudstaden Bogotá. Quimbaya ligger 1 313 meter över havet och antalet invånare är 31 391.
Terrängen runt Quimbaya är kuperad norrut, men söderut är den platt. Terrängen runt Quimbaya sluttar brant västerut. Runt Quimbaya är det mycket tätbefolkat, med 1 632 invånare per kvadratkilometer. Närmaste större samhälle är Armenia, 13,4 km sydost om Quimbaya. Omgivningarna runt Quimbaya är en mosaik av jordbruksmark och naturlig växtlighet.